# شهرستان دینان (بلژیک)
شهرستان دینان  (به فرانسوی: Dinant) در استان نمور  در منطقه فدرال والوون در کشور بلژیک واقع شده‌است.

## شهرها
1. انه
2. برن
3. بیور
4. سینه
5. دینان
6. ژودین
7. اموآ
8. استیر
9. اولانژ
10. اویه
11. عونه
12. رشفر
13. سوم-لوز
14. ورس-سور-سوموآ
15. ایووآر